# Zoltán Melis
Zoltán Melis (Pestszenterzsébet, 11 settembre 1947) è un ex canottiere ungherese, vincitore della medaglia d'argento nel quattro senza a Città del Messico 1968 insieme a György Sarlós, al cognato József Csermely e al fratello Antal Melis.
Quattro anni dopo venne selezionato per gareggiare con l'otto a Monaco di Baviera 1972, classificandosi settimo.
In carriera vanta, sempre nel quattro senza e con gli stessi compagni, un argento europeo a Klagenfurt 1969.
É cognato di Kamilla Kosztolányi, canottiera che ha rappresentato l'Ungheria a Montréal 1976 e Mosca 1980.

## Palmarès
- Giochi olimpici

Città del Messico 1968: argento nel quattro senza.
- Campionati europei di canottaggio

Klagenfurt 1969: argento nel quattro senza.